# Gregor X.

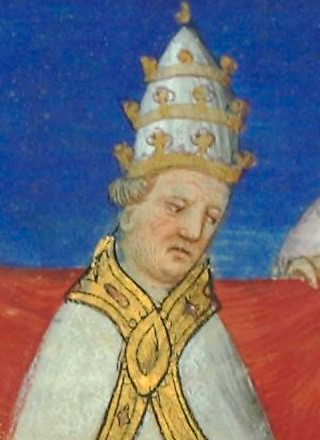
Papst Gregor X. (Miniatur in: Le livre des Merveilles du Monde, 15. Jhd.)

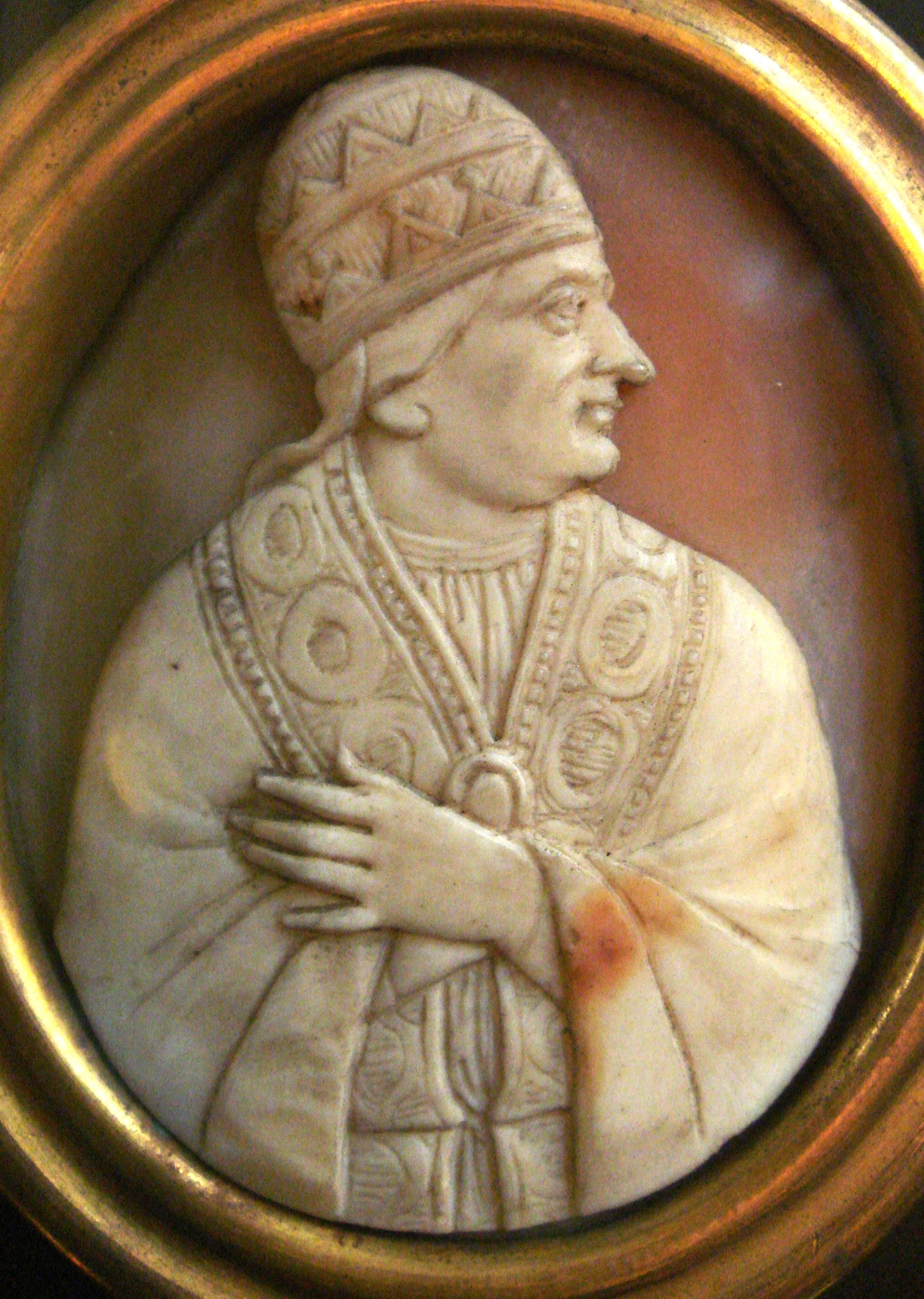
Elfenbeinmedaillon aus der Kathedrale Notre-Dame de Paris mit einer Darstellung von Papst Gregor X. (18. Jahrhundert)

Gregor X. (* 1210 in Piacenza als Tedaldo Visconti; † 10. Januar 1276 in Arezzo) war Papst von 1271 bis 1276. Er berief das Zweite Konzil von Lyon ein, auf dem festgelegt wurde, dass Papstwahlen künftig als Konklave durchzuführen seien. Seiner Wahl zum Papst ging eine dreijährige Sedisvakanz voraus.

## Vor seinem Pontifikat
Tedaldo Visconti war höchstwahrscheinlich ein Sohn des Podestà von Piacenza, Oberto Visconti. Umstritten ist, ob dieser einem nach Piacenza ausgewanderten Zweig der Visconti aus Mailand angehörte, welche dort später (von 1395 bis 1447) als Podestà und Signori regieren sollten, oder einer gleichnamigen, nicht verwandten Familie des Patriziats von Piacenza (wofür ein unterschiedliches Wappen spricht).
Tedaldo Visconti kam um 1236 in Kontakt mit dem Kardinal Jacopo da Pecorara, für den er anschließend arbeitete. Im Jahr 1246 wurde er Archidiakon von Lüttich. Dieses Amt hatte er bis zu seiner Wahl zum Papst am 1. September 1271 inne.

## Wahl zum Papst

### Politische Umstände
Nach dem Tod Papst Clemens IV. 1268 konnten sich die wahlberechtigten Kardinäle drei Jahre lang nicht auf einen Nachfolger einigen. Die ungewöhnlich lange Sedisvakanz – nur übertroffen von jener, die nach dem Tod von Marcellinus im Jahr 304 einsetzte – hatte ihre Ursachen in den politischen Herausforderungen dieser Zeit: Die Rückeroberung Konstantinopels 1261 und das damit verbundene Ende des Lateinischen Kaiserreichs sowie das Scheitern des Siebten Kreuzzugs 1270 hatten die wirtschaftlichen, politischen und religiösen Interessen der europäischen Akteure im östlichen Mittelmeerraum geschwächt. Durch den Tod des langjährigen französischen Königs Ludwig IX., der auf dem Kreuzzug starb, und das Interregnum im Heiligen Römischen Reich, das auf die Zeit der Staufer folgte, entstand im Kern Europas ein Machtvakuum. Gleichzeitig war König Karl I. von Sizilien darum bemüht, seine Macht gegenüber dem Byzantinischen Reich und im Heiligen Land auszuweiten. Dafür suchte Karl I. – Sohn des französischen Königs Ludwig VIII. –, mithilfe der französischen Kardinäle in Rom einen frankophilen Papst durchzusetzen. Dem widersetzten sich die italienischen Kardinäle, die für einen Kandidaten plädierten, der die Interessen des Heiligen Römischen Reichs vertrat.
Letztere konnten sich mit der Wahl von Tedaldo Visconti schließlich durchsetzen. Visconti befand sich zu diesem Zeitpunkt in Akkon, wohin er den englischen Prinzen Eduard begleitet hatte, der mit dem mongolisch-persischen Ilchan Abaqa Verhandlungen über ein Bündnis gegen die in Ägypten herrschenden Mamluken führte. Nach seiner Wahl verließ Visconti das Heilige Land und reiste nach Rom, wo er am 13. März 1272 eintraf. Hier wurde er am 19. März zum Priester geweiht und am 27. März als Papst Gregor X. eingesetzt.

### Marco Polo
In seinem Reisebericht Le devisement du monde räumt Marco Polo Visconti eine große Bedeutung ein. Demnach waren Polos Vater Niccolò und dessen Bruder Maffeo Polo 1269 mit einer Grußbotschaft des Großkhans des Mongolenreichs an den Papst von einer Asienreise zurückgekehrt. Da sich die Sedisvakanz hinzog, sandte Visconti die Brüder mit einem Antwortschreiben zurück nach Asien, in dem erklärt wurde, dass Papst Clemens IV. verstorben sei. Unmittelbar nach dem Aufbruch der Polos erfuhr Visconti von seiner Wahl zum Papst, rief die Reisenden zurück und stattete sie nun mit einem offiziellen Gesandtschaftsschreiben aus. Zudem ließ er die Polos von zwei Dominikanern begleiten, die die Mongolen missionieren sollten.
Polo bezeichnet Visconti fälschlich als päpstlichen Legaten im Heiligen Land. Auch gibt es in den kurialen Akten keinen Hinweis auf eine Entsendung der Polos durch Visconti.

## Pontifikat

### Kirchenpolitik
Gregor berief das 2. Konzil von Lyon ein, um einen neuen Kreuzzug zu organisieren, konnte jedoch trotz der Zusagen der Könige von England, Frankreich und Sizilien weder genügend Begeisterung entfachen noch ausreichend Geld dafür gewinnen, so dass dieser Kreuzzug nicht zustande kam. Andererseits kam es auf diesem Konzil auf Betreiben Michaels VIII., des Kaisers von Byzanz, zur kurzzeitigen (1274–82) Wiedervereinigung der Ost- mit der Westkirche. Kaiser Michael wollte sich durch die Union vor den Expansionsgelüsten König Karls, der natürlich gegen diese Union war, schützen. König Karl nannte sich derweil König von Albanien und setzte seine Eroberungspolitik in Griechenland fort. Die Union kam trotz des Widerstandes des byzantinischen Klerus und des byzantinischen Volkes zustande. Doch der Hass der Byzantiner auf Lateinertum und Westen, besonders wegen der im Vierten Kreuzzug begangenen Verbrechen, war zu groß. Darum konnte sich Kaiser Michael trotz Unterdrückungsmaßnahmen am Ende nicht durchsetzen. Sein Sohn und Nachfolger Andronikos II. Palaeologos widerrief schließlich nach seinem Amtsantritt 1282 die Union. Der Papst konnte am Ende nur einen kurzen Waffenstillstand zwischen Kaiser Michael und König Karl vermitteln.
Das aus heutigem Gesichtspunkt bekannteste Ergebnis der Synode dürfte jedoch das Dekret Ubi periculum gewesen sein, in dem die Papstwahl zehn Tage nach dem Tod des alten Papstes angesetzt und das Konklave eingeführt wurde, um die Zeit bis zur Wahl eines neuen Papstes zu verkürzen. Damit war es den Kardinälen bis zur erfolgreichen Papstwahl nicht mehr erlaubt, die Räumlichkeiten zu verlassen, in denen sie sich für dieses Vorhaben trafen.

### Weltliche Politik
Gregor setzte sich für die Beilegung der Streitigkeiten unter den Fürsten in Italien und Deutschland ein. Er verfasste selbst eine Schrift, um Guelfen und Ghibellinen zu versöhnen, und arbeitete auch auf die Beendigung des Interregnums in Deutschland hin. Der neue französische König Philipp III. von Frankreich wollte die Kaiserwürde für sich. Der Papst lehnte jedoch diese Forderung strikt ab. Auch Ottokar II. von Böhmen verweigerte er die Unterstützung für die deutsche Königskrone. Er kündigte stattdessen den Kurfürsten an, dass er einen deutschen König bestimmen würde, sollten sie sich nicht entscheiden können – wobei das ausschlaggebende Motiv für das Drängen Gregors in dessen Suche nach Unterstützung für seinen geplanten Kreuzzug gesehen werden muss. Daraufhin wurde am 1. Oktober 1273 Graf Rudolf von Habsburg in Frankfurt am Main gewählt und am 24. Oktober in Aachen gekrönt. Nach langen Verhandlungen erreichte der Papst den Verzicht Alfons’ X. auf die deutsche Krone. Gregor versuchte vergeblich ein Bündnis zwischen König Rudolf und König Karl zu vermitteln. Er traf sich mit König Rudolf am 20. Oktober 1275 in Lausanne, um ihm für den 2. Februar 1276 die Kaiserkrönung zuzusagen, zu der es aufgrund des Todes Gregors jedoch nicht mehr kam.

### Tod
Gregor X. starb am 10. Januar 1276 in Arezzo und wurde im dortigen Dom begraben. Sein Tod läutete das bisher einzige Vierpäpstejahr ein.
Er wird in der katholischen Kirche als Seliger verehrt. 1713 wurde Gregor X. von Papst Clemens XI. als Seliger bestätigt. Sein Gedenktag ist sein Todestag am 10. Januar.